# Eupithecia leucenthesis
Eupithecia leucenthesis es una especie de polilla de la familia Geometridae. La especie fue descrita por primera vez por Louis Beethoven Prout en 1926 con distribución en Nepal y Birmania. El sintipo de la especie fue descrita en el sector Hpare al norte de Birmania.

## Descripción
Es una polilla pequeña con una envergadura de 18 a 20 milímetros (0,7 a 0,8 plg). Su cara es color fuscosa. Los palpos son cortos, algo más pardos que la cabeza con su vértice blanquecino. La ciliación antenal es bastante corta y rudimentaria. El cuerpo es pardo muy pálido con las tégulas alares casi blancas.
El ala anterior es estrecha y blanca con su margen costal marrón canela a naranja-canela y una mancha en su espacio subapical del mismo color oxidado. El punto discal es diminuto y negruzco. El ala posterior es muy similar al anterior incluso en sus líneas transversales bien marcadas y de color marrón. Se han descrito especies en el Tíbet que son de menor tamaño que las especies en Nepal.

## Ciclo de vida
La polilla es univoltina, de julio a comienzos de septiembre. Se ha descrito a altitudes elevadas, entre 2600 a 3900 metros (8530,2 a 12 795,3 pies) sobre el nivel del mar en las Himalayas. 